# 양산도 (1955년 영화)
"양산도"(陽山道, Yangsan Province)는 한국에서 제작된 김기영 감독의 1955년 드라마, 멜로/로맨스 영화이다. 김삼화 등이 주연으로 출연하였고 변순제 등이 제작에 참여하였다.

## 출연

### 주연
- 김삼화: 옥랑 역
- 김승호: 옥랑 아버지 역
- 박암: 무령 역
- 조강수: 수동 역
- 고선애: 수동 어머니 역
- 고설봉

## 기타
- 조명: 최진
- 녹음: 이경순
- 미술: 장운상